# Тумат, Чодураа Семис-ооловна
Чодураа Семис-ооловна Тумат (род. 17 января 1974) — хоомейжи, заслуженная артистка Республики Тыва (2013), Народный хоомейжи Республики Тыва (2018), художественный руководитель женского фольклорного ансамбля «Тыва кызы», исполняющего горловое пение.

## Биография
Родилась 17 января 1974 года в селе Ийме Дзун-Хемчикского района Тувинской АССР. Окончив школу, поступила в Кызылское училище искусств на отделение национальных инструментов (1995). Она является одной из первых выпускников отделения национальных инструментов. Затем окончила художественный факультет Восточно-Сибирской государственной академии (2002). В школьные годы активно принимала участие во всей художественной самодеятельности, теперь в совершенстве исполняет пять стилей хоомея: хоомей, сыгыт, каргыраа, эзенгилеер, и чыландык, поет народные тувинские песни, играет на дошпулууре, игиле, бызаанчи, хомусе и чадагане. Ч. С. Тумат является создателем фольклорного ансамбля «Тыва кызы». С 1998 года ансамбль «Тыва кызы» начал гастролировать по всей республике, по всему миру, а Ч. Тумат проводила мастер-классы по обучению горловому пению в университетах и колледжах Франции, Норвегии, Финляндии, Швеции, Дании, Швейцарии, Германии, Бельгии, Голландии, Испании, Португалии, Италии, Китая, Южной Кореи, Японии, США. В настоящее время Ч. Тумат преподает класс тувинских музыкальных инструментов и хоомей в Кызылском педагогическом колледже. Является руководителем студенческого фольклорного ансамбля «Дынгылдай» — 9-кратного лауреата финалов Всероссийских фестивалей «Студенческая весна», лауреата Республиканских конкурсов. Подготовила к печати методическое пособие по обучению игре на бызаанчы, основанное на традиционной методике обучения. Выпустила сольный диск «Белек-TheGift».

## Награды и звания
- «Лучшая женская исполнительница горлового пения» на Международном фестивале «Сыгыт-хоомей Овур черде» (2000)
- Лауреат II степени Международного фестиваля «Дембилдей-2002»
- Дипломант Международного конкурса «Хомус-Варган-2005»
- Почетная грамота Министерства образования РТ (2005)
- Почетная грамота Министерства культуры РФ (2008)
- Лауреат Международного конкурса «Хомус-Варган-2013»
- Лауреат конкурса «Улустун ырызы-2014»
- Заслуженная артистка Республики Тыва (2013)
- Народный хоомейжи Республики Тыва (2018)[5]

## Основные научные публикации
- Поклонение предкам / Огбелерге Могейиг Диск г. Москва, 2010. Ансамбль «Дынгылдай»
- Традиционная методика обучения игре на бызаанчы с СD и DVD приложениями
- Дидактический фото-альбом цикл. Выпуск I «Тыва хогжум херекселдери» с диском